# Derek Carr
Derek Dallas Carr (nacido el 28 de marzo de 1991) es un exjugador profesional de fútbol americano estadounidense que jugaba en la posición de quarterback y su último equipo fueron los New Orleans Saints. Jugó al fútbol americano universitario en Fresno State, donde se le otorgaron por partida doble los honores al primer equipo All-MWC. Fue elegido por los Oakland Raiders en la segunda ronda del Draft de la NFL de 2014.
Nomidado al Pro Bowl en cuatro ocasiones, Carr ayudó a los Raiders a alcanzar los playoffs de la temporada de 2016. Fue la primera aparición de la franquicia en playoffs desde 2002. Tras la temporada 2022, en las que el equipo no cumplió con las expectativas y perdió su puesto de titular y fue cortado por los Raiders antes del inicio de la  temporada 2023. Dejó la franquicia como líder en yardas de pase, touchdowns de pase y pases completados.

## Biografía
Carr asistió primero a Escuela Secundaria Clements High School en Sugar Land, Texas, y después a Bakersfield Christian High School en Bakersfield, California. Es el menor de tres hermanos.
Carr tuvo ofertas de becas de SMU, Boise State, USC, UCLA, Utah y Fresno State, decantándose por esta última.

## Carrera

### Oakland Raiders ( Las Vegas Raiders)
Carr fue seleccionado por los Oakland Raiders en la segunda ronda (puesto 36) del draft de 2014. El 16 de mayo, Carr obtuvo el número 4 que él había pedido, y el 21, Carr firmó un contrato de cuatro años por un valor de $5.37 millones, con $2.2 millones por firmar. El 14 de febrero de 2023, un día antes del límite para renovar al jugador, Los Raiders decidieron liberar a Carr, por lo cual se convirtió en agente libre.

### New Orleans Saints

#### Temporada 2023
El 6 de marzo de 2023, Carr firnó un contrato de cuatro años con los New Orleans Saints por un total de 150 millones de dólares, lo que le reunión con su antiguo entrenador de los Raiders Dennis Allen.

## Estadísticas carrera NFL
| Leyenda | Leyenda              |
| ------- | -------------------- |
|         | Lideró la liga       |
| Bold    | Máximo de su carrera |

### Temporada regular
| Año    | Equipo | Partidos | Partidos | Partidos | Pase  | Pase  | Pase | Pase   | Pase | Pase | Pase | Pase  | Carrera | Carrera | Carrera | Carrera | Sacks | Sacks | Fumbles | Fumbles |
| Año    | Equipo | GP       | GS       | Record   | Cmp   | Att   | Pct  | Yds    | Y/A  | TD   | Int  | Rtg   | Att     | Yds     | Avg     | TD      | Sck   | Yds   | Fum     | Lost    |
| ------ | ------ | -------- | -------- | -------- | ----- | ----- | ---- | ------ | ---- | ---- | ---- | ----- | ------- | ------- | ------- | ------- | ----- | ----- | ------- | ------- |
| 2014   | OAK    | 16       | 16       | 3−13     | 348   | 599   | 58.1 | 3,270  | 5.5  | 21   | 12   | 76.6  | 29      | 92      | 3.2     | 0       | 24    | 149   | 10      | 4       |
| 2015   | OAK    | 16       | 16       | 7−9      | 350   | 573   | 61.1 | 3,987  | 7.0  | 32   | 13   | 91.1  | 33      | 138     | 4.2     | 0       | 31    | 230   | 10      | 3       |
| 2016   | OAK    | 15       | 15       | 12−3     | 357   | 560   | 63.8 | 3,937  | 7.0  | 28   | 6    | 96.7  | 39      | 70      | 1.8     | 0       | 16    | 79    | 5       | 3       |
| 2017   | OAK    | 15       | 15       | 6−9      | 323   | 515   | 62.7 | 3,496  | 6.8  | 22   | 13   | 86.4  | 23      | 66      | 2.9     | 0       | 20    | 101   | 8       | 3       |
| 2018   | OAK    | 16       | 16       | 4−12     | 381   | 553   | 68.9 | 4,049  | 7.3  | 19   | 10   | 93.9  | 24      | 47      | 2.0     | 1       | 51    | 299   | 12      | 7       |
| 2019   | OAK    | 16       | 16       | 7−9      | 361   | 513   | 70.4 | 4,054  | 7.9  | 21   | 8    | 100.8 | 27      | 82      | 3.0     | 2       | 29    | 184   | 7       | 3       |
| 2020   | LV     | 16       | 16       | 8−8      | 348   | 517   | 67.3 | 4,103  | 7.9  | 27   | 9    | 101.4 | 39      | 140     | 3.6     | 3       | 26    | 150   | 11      | 8       |
| 2021   | LV     | 17       | 17       | 10−7     | 428   | 626   | 68.4 | 4,804  | 7.7  | 23   | 14   | 94.0  | 40      | 108     | 2.7     | 0       | 40    | 241   | 13      | 5       |
| 2022   | LV     | 15       | 15       | 6−9      | 305   | 502   | 60.8 | 3,522  | 7.0  | 24   | 14   | 86.3  | 24      | 102     | 4.3     | 0       | 27    | 191   | 4       | 0       |
| Career | Career | 142      | 142      | 63−79    | 3,201 | 4,958 | 64.6 | 35,222 | 7.1  | 217  | 99   | 91.8  | 278     | 845     | 3.0     | 6       | 264   | 1,624 | 80      | 36      |

### Postemporada
| Año    | Equipo | Partidos | Partidos | Partidos | Pase                       | Pase                       | Pase                       | Pase                       | Pase                       | Pase                       | Pase                       | Pase                       | Carreta                    | Carreta                    | Carreta                    | Carreta                    | Sacks                      | Sacks                      | Fumbles                    | Fumbles                    |
| Año    | Equipo | GP       | GS       | Récord   | Cmp                        | Att                        | Pct                        | Yds                        | Y/A                        | TD                         | Int                        | Rtg                        | Att                        | Yds                        | Avg                        | TD                         | Sck                        | Yds                        | Fum                        | Lost                       |
| ------ | ------ | -------- | -------- | -------- | -------------------------- | -------------------------- | -------------------------- | -------------------------- | -------------------------- | -------------------------- | -------------------------- | -------------------------- | -------------------------- | -------------------------- | -------------------------- | -------------------------- | -------------------------- | -------------------------- | -------------------------- | -------------------------- |
| 2016   | OAK    | 0        | 0        | —        | did not play due to injury | did not play due to injury | did not play due to injury | did not play due to injury | did not play due to injury | did not play due to injury | did not play due to injury | did not play due to injury | did not play due to injury | did not play due to injury | did not play due to injury | did not play due to injury | did not play due to injury | did not play due to injury | did not play due to injury | did not play due to injury |
| 2021   | LV     | 1        | 1        | 0−1      | 29                         | 54                         | 53.7                       | 310                        | 5.7                        | 1                          | 1                          | 69.2                       | 1                          | 20                         | 20.0                       | 0                          | 3                          | 28                         | 1                          | 1                          |
| Career | Career | 1        | 1        | 0−1      | 29                         | 54                         | 53.7                       | 310                        | 5.7                        | 1                          | 1                          | 69.2                       | 1                          | 20                         | 20.0                       | 0                          | 3                          | 28                         | 1                          | 1                          |

## Vida personal
Carr se casó con Heather Neel el 29 de junio de 2012. La pareja tiene un hijo llamado Dallas, nacido el 5 de agosto de 2013, que al nacer sus intestinos se ataron y requirió tres cirugías para remediarlo.